# Persone di nome Clemente
| Questa pagina contiene informazioni ricavate automaticamente dalle voci biografiche con l'ausilio del template Bio e di un bot. L'aggiornamento è periodico e automatico e ricostruisce completamente la pagina. Se manca una persona in questa lista, sei pregato di non aggiungerla, ma accertati piuttosto che la sua voce biografica contenga il template Bio e che i dati anagrafici siano correttamente compilati. Se il template Bio manca, inseriscilo tu stesso o, in alternativa, metti l'avviso {{tmp\|Bio}} che ne segnala la mancanza. Se i dati riportati sono sbagliati, correggi direttamente la voce biografica; le modifiche saranno visibili in questa lista entro pochi giorni. Per chiarimenti vedi il progetto antroponimi. La lista contiene solo le 123 persone che sono citate nell'enciclopedia e per le quali è stato implementato correttamente il template Bio. Pagina aggiornata al 22 giu 2025. |

Questa è una lista di persone presenti nell'enciclopedia che hanno il nome Clemente, suddivise per attività principale.

## Agronomi(1)
- Clemente Grimaldi, agronomo, botanico e politico italiano (Modica, n. 1862 - Modica, † 1915)

## Architetti(1)
- Clemente Folchi, architetto italiano (Roma, n. 1780 - Roma, † 1868)

## Arcivescovi cattolici(3)
- Clemente Venceslao di Sassonia, arcivescovo cattolico tedesco (Wermsdorf, n. 1739 - Marktoberdorf, † 1812)
- Clemente Gaddi, arcivescovo cattolico italiano (Somana, n. 1901 - Bergamo, † 1993)
- Clemente Augusto di Baviera, arcivescovo cattolico tedesco (Bruxelles, n. 1700 - Ehrenbreitstein, † 1761)

## Arcivescovi ortodossi(1)
- Clemente di Costantinopoli, arcivescovo ortodosso greco

## Attori(1)
- Clemente Pernarella, attore e regista italiano (Latina, n. 1971)

## Avvocati(2)
- Clemente Caldesi, avvocato e politico italiano (Faenza, n. 1848 - Faenza, † 1923)
- Clemente Pellegrini, avvocato e politico italiano (Dolo, n. 1841 - Venezia, † 1913)

## Calciatori(9)
- Clemente Candiani, ex calciatore e allenatore di calcio italiano (Busto Arsizio, n. 1931)
- Clemente Gotti, calciatore italiano (Ponte San Pietro, n. 1930 - Genova, † 2009)
- Clemente Mattei, calciatore italiano (Roma, n. 1939 - Roma, † 2024)
- Clemente Montes, calciatore cileno (Vitacura, n. 2001)
- Clemente Morando, calciatore e allenatore di calcio italiano (Pecetto di Valenza, n. 1899 - Valenza, † 1972)
- Clemente Rodríguez, ex calciatore argentino (Buenos Aires, n. 1981)
- Clemente Rolón, ex calciatore paraguaiano (Asunción, n. 1951)
- Clemente Santopaolo, calciatore italiano (Fermo, n. 1904 - † 1987)
- Clemente Villaverde Huelga, ex calciatore spagnolo (Cangas de Onís, n. 1959)

## Cardinali(5)
- Clemente Argenvilliers, cardinale italiano (Roma, n. 1687 - Roma, † 1758)
- Clemente VII, cardinale e vescovo cattolico svizzero (Annecy, n. 1342 - Avignone, † 1394)
- Clemente Grosso della Rovere, cardinale e vescovo cattolico italiano (Savona, n. 1462 - Roma, † 1504)
- Clemente Micara, cardinale, arcivescovo cattolico e diplomatico italiano (Frascati, n. 1879 - Roma, † 1965)
- Clemente d'Olera, cardinale e vescovo cattolico italiano (Moneglia, n. 1501 - Roma, † 1568)

## Cestisti(1)
- Clemente Caccianiga, cestista e rugbista a 15 italiano (Milano, n. 1903 - Limbiate, † 1982)

## Ciclisti su strada(1)
- Clemente Canepari, ciclista su strada italiano (Pieve Porto Morone, n. 1886 - San Colombano al Lambro, † 1966)

## Compositori(2)
- Clemente Monari, compositore e violinista italiano (Bologna - Forlì)
- Clemente Terni, compositore, organista e musicologo italiano (Arcidosso, n. 1918 - Firenze, † 2004)

## Direttori della fotografia(1)
- Tino Santoni, direttore della fotografia italiano (Roma, n. 1913 - Roma, † 1987)

## Dogi(1)
- Clemente Promontorio, doge (Genova, n. 1340 - Genova, † 1415)

## Farmacisti(1)
- Clemente Santi, farmacista, chimico e imprenditore italiano (Montalcino, n. 1795 - Montalcino, † 1885)

## Filologi(1)
- Clemente Mazzotta, filologo italiano (Fano, n. 1942 - Bologna, † 2006)

## Generali(2)
- Clemente Lequio, generale italiano (Pinerolo, n. 1857 - Pinerolo, † 1920)
- Clemente Primieri, generale italiano (San Germano Chisone, n. 1894 - Sanremo, † 1981)

## Giornalisti(1)
- Clemente Mimun, giornalista e conduttore televisivo italiano (Roma, n. 1953)

## Illustratori(1)
- Clemente Rovere, illustratore italiano (Dogliani, n. 1807 - Torino, † 1860)

## Imprenditori(1)
- Clemente Aldobrandini, III principe di Meldola, imprenditore e nobile italiano (Frascati, n. 1891 - Roma, † 1967)

## Ingegneri(1)
- Clemente Maraini, ingegnere svizzero (Lugano, n. 1838 - Roma, † 1905)

## Linguisti(1)
- Clemente Merlo, linguista e glottologo italiano (Napoli, n. 1879 - Milano, † 1960)

## Militari(3)
- Clemente Bovi, militare italiano (Ciminna, n. 1926 - Corleone, † 1959)
- Clemente Eghinlian, militare armeno (Ankara, n. 1914 - Aleppo, † 1942)
- Clemente Marchionna, militare e politico italiano (Castel di Sangro, n. 1824 - Roma, † 1902)

## Missionari(1)
- Clemente Galano, missionario e presbitero italiano (Sorrento, n. 1611 - Leopoli, † 1666)

## Naturalisti(1)
- Clemente Onelli, naturalista, paleontologo e geologo italiano (Roma, n. 1864 - Buenos Aires, † 1924)

## Nobili(3)
- Clemente Erminio Borgia, nobile italiano (Velletri, n. 1640 - Velletri, † 1711)
- Clemente Domenico Rospigliosi, II principe Rospigliosi, nobile italiano (Roma, n. 1674 - Roma, † 1752)
- Clemente Rospigliosi, VII principe Rospigliosi, nobile italiano (Roma, n. 1823 - Firenze, † 1897)

## Nuotatori(1)
- Clemente Mejía, nuotatore messicano (Acapulco, n. 1928 - Acapulco, † 1978)

## Papi(14)
- Papa Clemente I, papa, vescovo e santo romano (Roma - Cherson)
- Papa Clemente II, papa e vescovo tedesco (Hornburg, n. 1005 - Montelabbate, † 1047)
- Papa Clemente III, papa, cardinale e vescovo cattolico italiano (Roma, n. 1130 - Roma, † 1191)
- Papa Clemente IV, papa, arcivescovo cattolico e cardinale francese (Saint-Gilles-du-Gard - Viterbo, † 1268)
- Papa Clemente V, papa e arcivescovo cattolico francese (Villandraut, n. 1264 - Roquemaure, † 1314)
- Papa Clemente VI, papa, vescovo cattolico e cardinale francese (Rosiers-d'Égletons, n. 1291 - Villeneuve-lès-Avignon, † 1352)
- Papa Clemente VII, papa, arcivescovo cattolico e cardinale italiano (Firenze, n. 1478 - Roma, † 1534)
- Papa Clemente VIII, papa, vescovo cattolico e cardinale italiano (Fano, n. 1536 - Roma, † 1605)
- Papa Clemente IX, papa, arcivescovo cattolico e cardinale italiano (Pistoia, n. 1600 - Roma, † 1669)
- Papa Clemente X, papa, vescovo cattolico e cardinale italiano (Roma, n. 1590 - Roma, † 1676)
- Papa Clemente XI, papa, vescovo cattolico e cardinale italiano (Urbino, n. 1649 - Roma, † 1721)
- Papa Clemente XII, papa, vescovo cattolico e cardinale italiano (Firenze, n. 1652 - Roma, † 1740)
- Papa Clemente XIII, papa, vescovo cattolico e cardinale italiano (Venezia, n. 1693 - Roma, † 1769)
- Papa Clemente XIV, papa, vescovo cattolico e cardinale italiano (Santarcangelo di Romagna, n. 1705 - Roma, † 1774)

## Partigiani(1)
- Clemente Lampioni, partigiano italiano (Legnaro, n. 1904 - Padova, † 1944)

## Patrioti(3)
- Clemente Corte, patriota e politico italiano (Vigone, n. 1826 - Vigone, † 1895)
- Clemente Mapelli, patriota italiano (Bergamo, n. 1843 - Roma, † 1922)
- Clemente de Caesaris, patriota e poeta italiano (Penne, n. 1810 - Penne, † 1877)

## Personaggi televisivi(1)
- Clemente Russo, personaggio televisivo, dirigente sportivo e ex pugile italiano (Caserta, n. 1982)

## Piloti automobilistici(1)
- Clemente Biondetti, pilota automobilistico italiano (Buddusò, n. 1898 - Firenze, † 1955)

## Pionieri dell'aviazione(1)
- Clemente Ravetto, pioniere dell'aviazione italiano (Grugliasco, n. 1878 - Palermo, † 1953)

## Pittori(6)
- Clemente Alberi, pittore italiano (Bologna, n. 1803 - Bologna, † 1864)
- Clemente Bocciardo, pittore italiano (Genova, n. 1620 - Pisa, † 1658)
- Clemente Origo, pittore, scultore e illustratore italiano (Roma, n. 1855 - Firenze, † 1921)
- Clemente Ruta, pittore italiano (Parma, n. 1685 - † 1767)
- Clemente Spera, pittore italiano (Novara, n. 1661 - Milano, † 1742)
- Clemente Tafuri, pittore e illustratore italiano (Salerno, n. 1903 - Genova, † 1971)

## Poeti(3)
- Clemente Althaus, poeta peruviano (Lima, n. 1835 - Parigi, † 1881)
- Clemente Bondi, poeta e traduttore italiano (Mezzano Superiore, n. 1742 - Vienna, † 1821)
- Clemente Padin, poeta uruguaiano (Lascano, n. 1939)

## Politici(5)
- Clemente Graziani, politico italiano (Roma, n. 1925 - Asunción, † 1996)
- Clemente Maglietta, politico, partigiano e sindacalista italiano (Napoli, n. 1910 - † 1993)
- Clemente Manco, politico e avvocato italiano (Brindisi, n. 1919 - † 2007)
- Clemente Solaro della Margarita, politico italiano (Mondovì, n. 1792 - Torino, † 1869)
- Clemente Yerovi, politico ecuadoriano (Barcellona, n. 1904 - Guayaquil, † 1981)

## Presbiteri(8)
- Clemente di Llanthony, presbitero, teologo e scrittore normanno (Gloucester - Llanthony)
- Clemente Maria Hofbauer, presbitero e santo ceco (Tasovice, n. 1751 - Vienna, † 1820)
- Clemente Gatti, presbitero e religioso italiano (Caselle di Pressana, n. 1880 - Saccolongo, † 1952)
- Clemente Marchisio, presbitero italiano (Racconigi, n. 1833 - Rivalba, † 1903)
- Clemente Rebora, presbitero e poeta italiano (Milano, n. 1885 - Stresa, † 1957)
- Clemente Sibiliato, presbitero, poeta e latinista italiano (Bovolenta, n. 1719 - Padova, † 1795)
- Clemente Vismara, presbitero e missionario italiano (Agrate Brianza, n. 1897 - Mong Ping, † 1988)
- Clemente Šeptyc'kyj, presbitero ucraino (Prylbyči, n. 1869 - Vladimir, † 1951)

## Principi(3)
- Clemente Altieri, VI principe di Oriolo, principe italiano (Roma, n. 1795 - Roma, † 1873)
- Clemente Francesco di Baviera, principe tedesco (Monaco di Baviera, n. 1722 - Monaco di Baviera, † 1770)
- Clemente di Sassonia, principe sassone (Dresda, n. 1798 - Pisa, † 1822)

## Pugili(2)
- Clemente Meroni, pugile italiano (Cinisello Balsamo, n. 1907 - Cinisello Balsamo, † 1987)
- Clemente Rojas, ex pugile colombiano (Cartagena de Indias, n. 1952)

## Rapper(1)
- Clementino, rapper e attore italiano (Avellino, n. 1982)

## Registi(1)
- Clemente Fracassi, regista e produttore cinematografico italiano (Vescovato, n. 1917 - Roma, † 1993)

## Religiosi(4)
- Clemente Benedettucci, religioso, letterato e bibliotecario italiano (Montelupone, n. 1850 - Recanati, † 1949)
- Clemente da Osimo, religioso italiano (Sant'Elpidio a Mare - Orvieto, † 1291)
- Clemente da Noto, religioso e presbitero italiano (Noto, n. 1558 - Siracusa, † 1631)
- Clemente Domínguez, religioso spagnolo (Écija, n. 1946 - Palmar de Troya, † 2005)

## Scrittori(2)
- Clemente, scrittore e teologo russo (Smolensk, n. 1110 - Smolensk)
- Clemente Palma, scrittore, giornalista e politico peruviano (Lima, n. 1872 - Lima, † 1946)

## Scultori(4)
- Clemente Molli, scultore italiano (Bologna, n. 1599 - Venezia, † 1664)
- Clemente Papi, scultore italiano (Roma, n. 1803 - Firenze, † 1875)
- Clemente Spampinato, scultore italiano (Bagnara Calabra, n. 1912 - New York, † 1993)
- Clemente Zamara, scultore e notaio italiano (Chiari - Canneto sull'Oglio)

## Tennisti(1)
- Clemente Serventi, tennista, calciatore e dirigente sportivo italiano (Roma, n. 1889 - Roma, † 1974)

## Teologi(1)
- Clemente Alessandrino, teologo e filosofo greco antico (Grecia - Cesarea Marittima)

## Vescovi(3)
- Clemente di Metz, vescovo e santo romano
- Clemente di Ocrida, vescovo macedone (Ocrida - Ocrida, † 916)
- Clemente di Ancira, vescovo (Ancira, n. 258 - Ancira, † 312)

## Vescovi cattolici(9)
- Clemente I Bahous, vescovo cattolico e patriarca cattolico ottomano (n. 1799 - † 1882)
- Clemente VIII, vescovo cattolico spagnolo (Teruel - Maiorca, † 1446)
- Clemente Gera, vescovo cattolico italiano (Novara - † 1643)
- Clemente Manzini, vescovo cattolico italiano (Sassello, n. 1803 - Cuneo, † 1865)
- Clemente Pagnani, vescovo cattolico italiano (San Michele di Fabriano, n. 1834 - Kandy, † 1911)
- Clemente Politi, vescovo cattolico italiano († 1606)
- Clemente Riva, vescovo cattolico italiano (Medolago, n. 1922 - Roma, † 1999)
- Clemente Ascanio Sandri Trotti, vescovo cattolico italiano († 1675)
- Clemente Secenari, vescovo cattolico italiano (Rieti - † 1384)

## Senza attività specificata(2)
- Clemente, romano (Roma, † 16)
- Clemente Susini, italiano (n. 1754 - † 1814)